# Donja Bačuga
Donja Bačuga falu Horvátországban, Sziszek-Monoszló megyében. Közigazgatásilag Petrinyához tartozik.

## Fekvése
Sziszek városától légvonalban 18, közúton 29 km-re délnyugatra, községközpontjától légvonalban 10, közúton 15 km-re délre a Báni végvidék középső részén, a Zrinyi-hegységtől északra, Grabovac Banski és Gornja Bačuga között fekszik.

## Története
Bačuga falu már a középkorban is létezett. 1382-ben már említik egyházát „ecclesia Beate Virginis nomine Bachuh” alakban. 1410-ben "Bachyn praedium", illetve "Bahin praedium is alia partis montis Zrin" alakban szerepel. 1461-ben "Bachyn oppidium", 1500-ban "Bahyn", 1567-ben "Wakhyn", 1723-ban, 1774-ben és 1806-ban "Bachin" néven tűnik fel a korabeli forrásokban. A mai név csak 1774-ben "Bachuga" alakban tűnik fel először.
1683 és 1699 között a felszabadító harcokban a keresztény seregek kiűzték a térségből a törököt és a török határ az Una folyóhoz került vissza. 1697 körül a török uralom alatt maradt Boszniából és a Banovina más részeiről előbb horvát katolikus, majd a 18. században több hullámban Közép-Boszniából, főként a Kozara-hegység területéről és a Sana-medencéből pravoszláv szerb családok települtek le itt. Az újonnan érkezettek szabadságjogokat kaptak, de ennek fejében határőr szolgálattal tartoztak. El kellett látniuk a várak, őrhelyek őrzését és részt kellett venniük a hadjáratokban. 1696-ban a szábor a bánt tette meg a Kulpa és az Una közötti határvédő erők parancsnokává, melyet hosszas huzavona után 1704-ben a bécsi udvar is elfogadott. Ezzel létrejött a Báni végvidék (horvátul Banovina), mely katonai határőrvidék része lett. 1745-ben megalakult a Petrinya központú második báni ezred, melynek fennhatósága alá ez a vidék is tartozott. Pravoszláv temploma 1846-ban épült, iskoláját 1850-ben alapították. A környező települések tanulói is ide jártak.
A katonai határőrvidék megszűnése után Zágráb vármegye Glinai járásának része volt. 1857-ben 545, 1910-ben 1374 lakosa volt. A 20. század első éveiben a kilátástalan gazdasági helyzet miatt sokan vándoroltak ki a tengerentúlra. 1905-ben megépült a Sziszek – Károlyváros vasútvonal, mely a település határán is áthalad. 1918-ban az új szerb-horvát-szlovén állam, majd később Jugoszlávia része lett. A második világháború idején a Független Horvát Állam része volt. A háború után a béke időszaka köszöntött a településre. Enyhült a szegénység és sok ember talált munkát a közeli városokban. 1948-ban Donja és Gornja Bačugát véglegesen szétválasztották. 1949-ben Dolčani települést is Donja Bačugához csatolták. A délszláv háború előestéjén lakosságának 85%-a szerb, 10%-a horvát nemzetiségű volt. 1991-ig postája, faluháza, sportklubja, kulturális és művészeti egyesülete működött. A falu 1991. június 25-én a független Horvátország része lett, de szerb lakossága a Krajinai Szerb Köztársasághoz csatlakozott. A falut 1995. augusztus 6-án a Vihar hadművelettel foglalta vissza a horvát hadsereg. A szerb lakosság többsége elmenekült. 2011-ben 142 lakosa volt.

## Népesség
| Lakosság változása | Lakosság változása | Lakosság változása | Lakosság változása | Lakosság változása | Lakosság változása | Lakosság változása | Lakosság változása | Lakosság változása | Lakosság változása | Lakosság változása | Lakosság változása | Lakosság változása | Lakosság változása | Lakosság változása | Lakosság változása |
| ------------------ | ------------------ | ------------------ | ------------------ | ------------------ | ------------------ | ------------------ | ------------------ | ------------------ | ------------------ | ------------------ | ------------------ | ------------------ | ------------------ | ------------------ | ------------------ |
| 1857               | 1869               | 1880               | 1890               | 1900               | 1910               | 1921               | 1931               | 1948               | 1953               | 1961               | 1971               | 1981               | 1991               | 2001               | 2011               |
| 545                | 653                | 727                | 563                | 688                | 1.374              | 661                | 1.514              | 664                | 664                | 730                | 684                | 606                | 553                | 184                | 142                |

(1857 és 1880 között, valamint 1910-ben és 1931-ben Gornja Bačuga lakosságával együtt.)

## Nevezetességei
- Szent István vértanú tiszteletére szentelt pravoszláv temploma 1846-ban épült barokk-klasszicista stílusban. 1941-ben a partizánok felgyújtották. Papját Gliša Živkovićot 1941 júliusában a Sziszek melletti Brezovica erdőben az usztasák meggyilkolták. 1977-ben falait újjáépítették, de a súlyosan sérült harangtornyot elbontották. Az épület azonban már nem került tető alá, így ma is romos állapotban áll a falu szélén. Érdekessége, hogy oldalfalait kívülről árkádsor tagolja.
- Szent Péter apostol tiszteletére szentelt római katolikus kápolnája. A hrastovicai plébánia filiája.